# Уоттс, Наоми
Нао́ми Э́ллен Уо́ттс (англ. Naomi Ellen Watts; род. 28 сентября 1968, Шорхэм, Кент, Англия, Великобритания) — британская актриса театра, кино и телевидения, кинопродюсер. Её дебютом на большом экране стала роль в фильме «Только ради любви» (1986), за которой последовали роли в австралийских телесериалах «Эй, папа..!» (1990), «Невесты Христа» (1991) и «Домой и в путь» (1991), а также фильме «Флирт» (1991). Переехав в Америку, Уоттс приняла участие в фильмах «Танкистка» (1995), «Дети кукурузы 4: Сбор урожая» (1996) и «Честная куртизанка» (1998), а также исполнила главную роль в недолго просуществовавшем телесериале «Охотники за сновидениями» (1997—1998).
Прорывом в карьере Наоми Уоттс стала роль в психологическом триллере Дэвида Линча «Малхолланд Драйв» (2001), следом за которой она появилась в роли Рэйчел Келлер в фильме ужасов «Звонок» (2002), принёсшем ей широкую известность. Она была номинирована на премии «Оскар» и Гильдии киноактёров США в категории «Лучшая женская роль» за роль Кристины Пек в фильме «21 грамм» (2003). В дальнейшем Уоттс появилась в таких фильмах, как «Взломщики сердец» (2004), «Кинг-Конг» (2005), «Порок на экспорт» (2007), «Интернэшнл» (2009), «Игра без правил» (2010), «Дж. Эдгар» (2011). За главную роль в фильме-катастрофе «Невозможное» (2012) Уоттс получила вторую номинацию на премию «Оскар» и Гильдии киноактёров США в категории «Лучшая женская роль», а также первую номинацию на премию «Золотой глобус» за лучшую женскую роль — драма.
Начиная с 2006 года, Уоттс является послом доброй воли Объединённой программы ООН по ВИЧ/СПИД, повышающей осведомлённость по вопросам, касающимся СПИДа.

## Ранние годы и образование
Наоми Уоттс родилась 28 сентября 1968 года в Шорхэме (графство Кент, Англия), в семье Питера Уоттса (1946—1976) и Мэва́нви (Мив) Робертс. Её мать занималась продажей старинных вещей, а отец до 1974 года был роуд-менеджером группы Pink Floyd. Дедушка по материнской линии Уоттс был валлийцем, а бабушка по материнской линии была австралийкой.
Когда Наоми исполнилось четыре года, её родители развелись. А когда ей было семь лет, её отец умер от передозировки героином. В поисках лучшей жизни миссис Уоттс с двумя детьми (брат Наоми Бенджамин, ныне известный в США фотограф, старше её на 2 года) объездила пол-Англии и, в конце концов, решила перевезти семью в Австралию, в Сидней, на родину своей матери. Наоми к тому времени исполнилось 14 лет.
В детстве, благодаря матери, игравшей в местном любительском театре, Наоми также увлеклась актёрской игрой. Окончив школу актёрского мастерства, Наоми посещала многочисленные прослушивания, где и встретила Николь Кидман, которая по сей день является её лучшей подругой.
В Австралии Уоттс посещала среднюю школу Мосмана и среднюю школу девочек Северного Сиднея. Она не смогла окончить школу, после чего работала киномонтажером и управляющей магазином деликатесов в богатом районе Сиднея.
Она решила стать моделью в возрасте 18 лет и подписала контракт с модельным агентством, которое отправило её в Японию, но после нескольких неудачных прослушиваний она вернулась в Сидней. Там Уоттс была нанята для работы в рекламе универмага, привлекшей внимание журнала Follow Me, который нанял её в качестве помощника редактора моды. Случайное приглашение принять участие в театральной мастерской вдохновило Уоттс бросить свою работу и стать актрисой.
Что касается её национальности, Уоттс заявила: «Я считаю себя британкой и у меня очень счастливые воспоминания о Великобритании. Я провела первые четырнадцать лет своей жизни в Англии и Уэльсе и никогда не хотела уезжать. Когда я была в Австралии, я часто возвращалась в Англию». Она также подчеркнула свои связи с Австралией, сказав: «Я считаю, что я очень связана с Австралией, на самом деле, когда люди спрашивают, где мой дом, я говорю — в Австралии, потому что это мои самые сильные воспоминания».

## Карьера

### Первые роли
В восемнадцать лет Наоми Уоттс решила попробовать себя в роли модели и нанялась, через агентство, на работу в Японии. После года борьбы в этом бизнесе она поняла, что это «не её» и вернулась домой. Теперь она оказалась по другую сторону модельного бизнеса — стала работать корреспондентом в журнале мод. После ряда проб и ошибок в выборе профессии она всё же осознала, что её истинное призвание — быть актрисой.

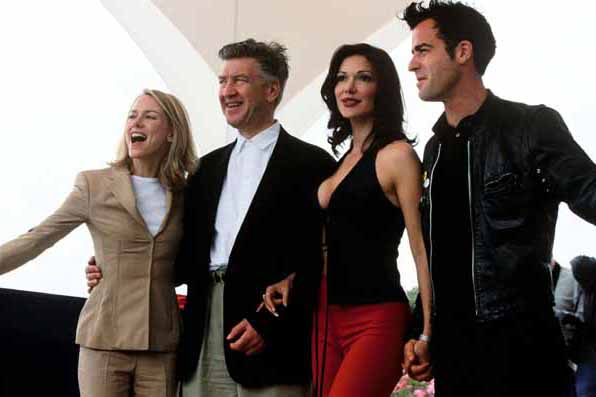
Наоми Уоттс, Лаура Хэрринг, Джастин Теру и Дэвид Линч на Каннском кинофестивале в 2001 году

Карьера Уоттс началась на телевидении, где она снималась в рекламных роликах. Её кинодебютом стал фильм 1986 года «Только ради любви», основанный на одноимённом бестселлере Кристины Стед. Затем она появилась в двух эпизодах четвёртого сезона австралийского ситкома «Эй, папа..!», в 1990 году. После пятилетнего отсутствия в кино Уоттс встретилась с режиссёром Джоном Дайганом, во время премьеры фильма её подруги Николь Кидман «Мёртвый штиль» в 1989 году, и он дал ей вспомогательную роль в своём фильме «Флирт» (1991). Фильм получил признание критиков и был включён в список «десяти лучших фильмов 1991 года». Позже, Дайган пригласит Наоми и в следующий свой фильм — «Безбрежное Саргассово море» (1992).
Также в 1991 году Уоттс сыграла Фрэнсис Хеффернан, девушку, которая пытается найти друзей за стенами Сиднейской католической школы, в телесериале «Невесты Христа», и имела повторяющуюся роль в мыльной опере «Домой и в путь», сыграв Джули Гибсон. Уоттс тогда предложили роль в драматическом сериале «A Country Practice», но она отказалась от неё, не желая «застрять на телевидении на два или три года», это решение она позже назвала «наивным».
После этого молодая актриса отправилась в Лос-Анджелес. Первый голливудский опыт Наоми Уоттс — «Дневной сеанс» (1993). Ни эта, ни другие роли, сыгранные ею в 1990-е годы («Танкистка», «Дети кукурузы 4: Сбор урожая», «Честная куртизанка», «Чужая планета» и другие), не принесли начинающей актрисе большой популярности.

### Прорыв
В 1999 году режиссёр Дэвид Линч начал кастинг для своего психологического триллера «Малхолланд Драйв» (2001). Не видя ни одной из предыдущих работ Уоттс, он сразу же предложил ей ведущую роль. Линч позже сказал, почему он выбрал Наоми Уоттс: «Я увидел человека, в котором чувствовался огромный талант, человека с прекрасной душой, умом — это возможности для множества разных ролей, словом — прекрасный набор».

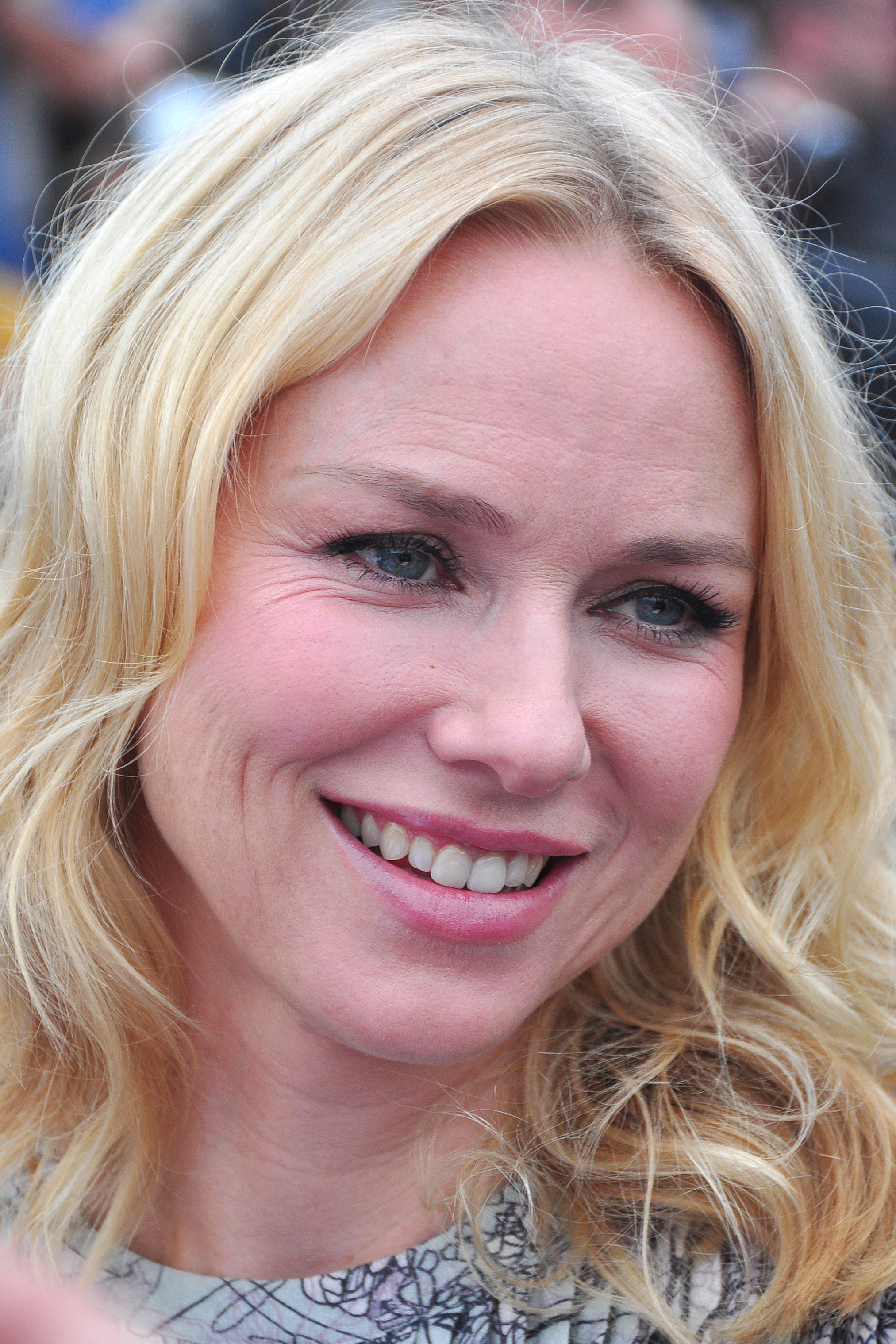
Наоми Уоттс на кинофестивале в Довиле в 2011 году

«Малхолланд Драйв» задумывался как сериал, однако, снятый Линчем пилот был отклонён телеканалами. Позже Уоттс вспоминала, о чём думала в то время: «Просто моя глупая неудача, что я в единственной программе Дэвида Линча, которая никогда не увидит дневного света». Вскоре режиссёр принял решение доснять концовку, превратив историю в художественный фильм. «Малхолланд Драйв», в котором также снимались Лаура Хэрринг и Джастин Теру, был высоко оценен критиками и стал актёрским прорывом Наоми Уоттс. Её похвалили многие издания, в том числе Питер Брэдшоу из The Guardian, который сказал: «Метаморфозы лица Уоттс чудесным образом превращаются из свежей красоты в бешеную, слезливую хмурость уродства». И Эмануэль Леви, который писал: «Наоми Уоттс, в блестящем исполнении, молодая, широко раскрытая и гротескно жизнерадостная блондинка, полная больших надежд стать звездой в Голливуде» .
Фильм Дэвида Линча, удостоившийся номинации на «Оскар» и получивший приз за лучшую режиссуру на Каннском кинофестивале, принёс Наоми Уоттс первые крупные награды, включая награду ассоциации американских кинокритиков. «Малхолланд Драйв» стал началом взлёта её карьеры. Последующие роли — Элли Паркер в одноимённом фильме (за эту роль Наоми была награждена на фестивале в Сандэнсе как лучшая актриса короткометражных фильмов) и журналистки Рэйчел Келлер в триллере-блокбастере «Звонок», собравшем в прокате почти 250 миллионов долларов, закрепили за ней репутацию звезды, после чего на актрису посыпались предложения.

### Продолжение карьеры
Среди лучших проектов Наоми Уоттс: принёсший ей номинацию на «Оскар» «21 грамм» с Бенисио Дель Торо и Шоном Пенном, «Убить президента» снова с Шоном Пенном, «Развод» с Кейт Хадсон и Гленн Клоуз, «Взломщики сердец» с Дастином Хоффманом и Джудом Лоу, «Останься» с Юэном Макгрегором. Кроме того, Наоми Уоттс занималась продюсированием фильмов: «Элли Паркер» (2001), «Мы здесь больше не живём» (2004).

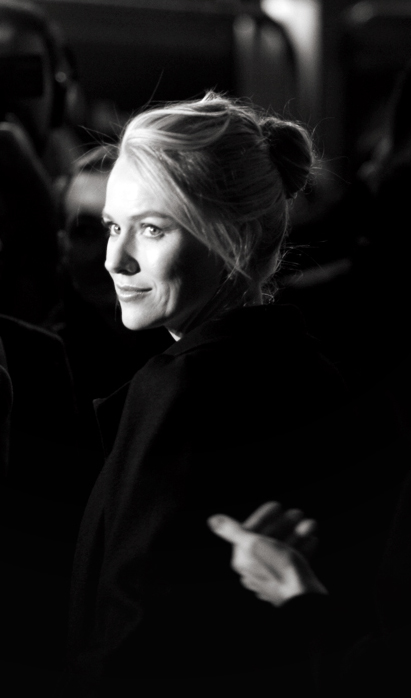
Наоми Уоттс на премьере фильма «Порок на экспорт» в 2007 году

В 2005 году вышел «Кинг-Конг» Питера Джексона, в котором Наоми сыграла роль возлюбленной огромной обезьяны — Энн Дэрроу. Она не побоялась исполнить культовую роль девушки Кинг Конга, сыгранную до неё такими звёздами как Фэй Рэй и Джессика Лэнг.
В своём следующем фильме «Разрисованная вуаль» Наоми Уоттс выступает и как исполнительница главной роли, и как сопродюсер. Это вторая экранизация одноимённого романа Сомерсета Моэма (первая, с участием Греты Гарбо, вышла на экраны в 1934 году). Сюжет фильма разворачивается вокруг взаимоотношений семейной пары во время их поездки в Китай. В том же году она озвучила Крольчиху Сьюзан в психологическом триллере Дэвида Линча «Внутренняя империя».
Следующими наиболее известными фильмами с её участием стали «Забавные игры» (2007), «Интернэшнл» (2009), «Ты встретишь таинственного незнакомца» (2010) и «Дж. Эдгар» (2011).
Большой успех Наоми Уоттс принёс фильм-катастрофа «Невозможное» (2012), основанный на реальной истории семьи Марии Беннетт, произошедшей во время землетрясения в Индийском океане в 2004 году. Фильм был хорошо принят критиками и заработал большую кассу в прокате Испании, а впоследствии и во всем мире. В общей сложности сборы составили 180,2 миллиона долларов (что эквивалентно 196,4 миллионам долларов США в 2019 году).
Дебора Янг из The Hollywood Reporter заявила, что «Уоттс несёт в себе огромный заряд эмоций как избитая, постоянно ослабленная Мария, чьи слёзы боли и страха никогда не кажутся поддельными или идеализированными», в то время как Джастин Чанг из Variety заметил, что у неё «мало равного в передаче физического и эмоционального экстремизма, и что она играет в основном роль прикованной к постели женщины». Деймон Уайс из The Guardian чувствовал, что «Уоттс является одновременно храброй и уязвимой, и её сцены с молодым Лукасом являются одними из лучших в фильме». За эту роль Наоми Уоттс была номинирована на премию «Оскар», «Золотой глобус» и «Премию Гильдии киноактёров США» за «Лучшую женскую роль», в 2013 году.
Среди недавних работ актрисы, наиболее известные фильмы «Диана: История любви» (2013), «Святой Винсент» (2014), «Бёрдмэн» (2014), «Дивергент, глава 2: Инсургент» (2015) и «Дивергент, глава 3: За стеной» (2016).
В 2017 году актриса сыграла в биографической драме «Стеклянный замок» в компании Бри Ларсон и Вуди Харрельсона, а также в культовом сериале «Твин Пикс».
В 2019 году Уоттс можно было увидеть в драматическом мини-сериале «Самый громкий голос», ведущую роль в котором исполнил Рассел Кроу. Ранее актёры уже работали вместе на съёмках другого сериала, «Невесты Христа» (1991).
Известно, что Наоми Уоттс присоединилась к актёрскому составу приквела «Игры престолов».
В 2021 году вышел научно-фантастический боевик Джо Карнахана «День курка» при участии актрисы. Также в фильме сыграли Мел Гибсон и Фрэнк Грилло.

## Благотворительность
В 2006 году Уоттс стала послом доброй воли объединённой программы ООН по ВИЧ/СПИД, которая помогает повысить уровень осведомленности о проблемах, связанных с этим заболеванием. Она использовала свою известность, чтобы привлечь внимание к потребностям людей, живущих с этой болезнью. Уоттс участвует в кампаниях по сбору средств, и мероприятиях, включая 21-ю ежегодную «прогулку по СПИДу». 1 декабря 2009 года Уоттс встретилась с генеральным секретарём ООН Пан Ги Муном на открытом мероприятии, посвящённом всемирному дню борьбы со СПИДом 2009 года.
В 2011 году Уоттс участвовала в благотворительном матче в Нью-Йорке вместе с австралийскими актёрами Хью Джекманом и Айлой Фишер, который был предназначен для сбора денег, чтобы помочь жертвам землетрясения 2010 года в Гаити. В 2012 году она стала послом Pantene's Beautiful Lengths, программы, которая жертвует реальные волосы для париков женщинам, которые больны раком. Она посетила больницу Святого Винсента в Сиднее, чтобы встретиться с некоторыми женщинами, которым помогает программа.

## Личная жизнь

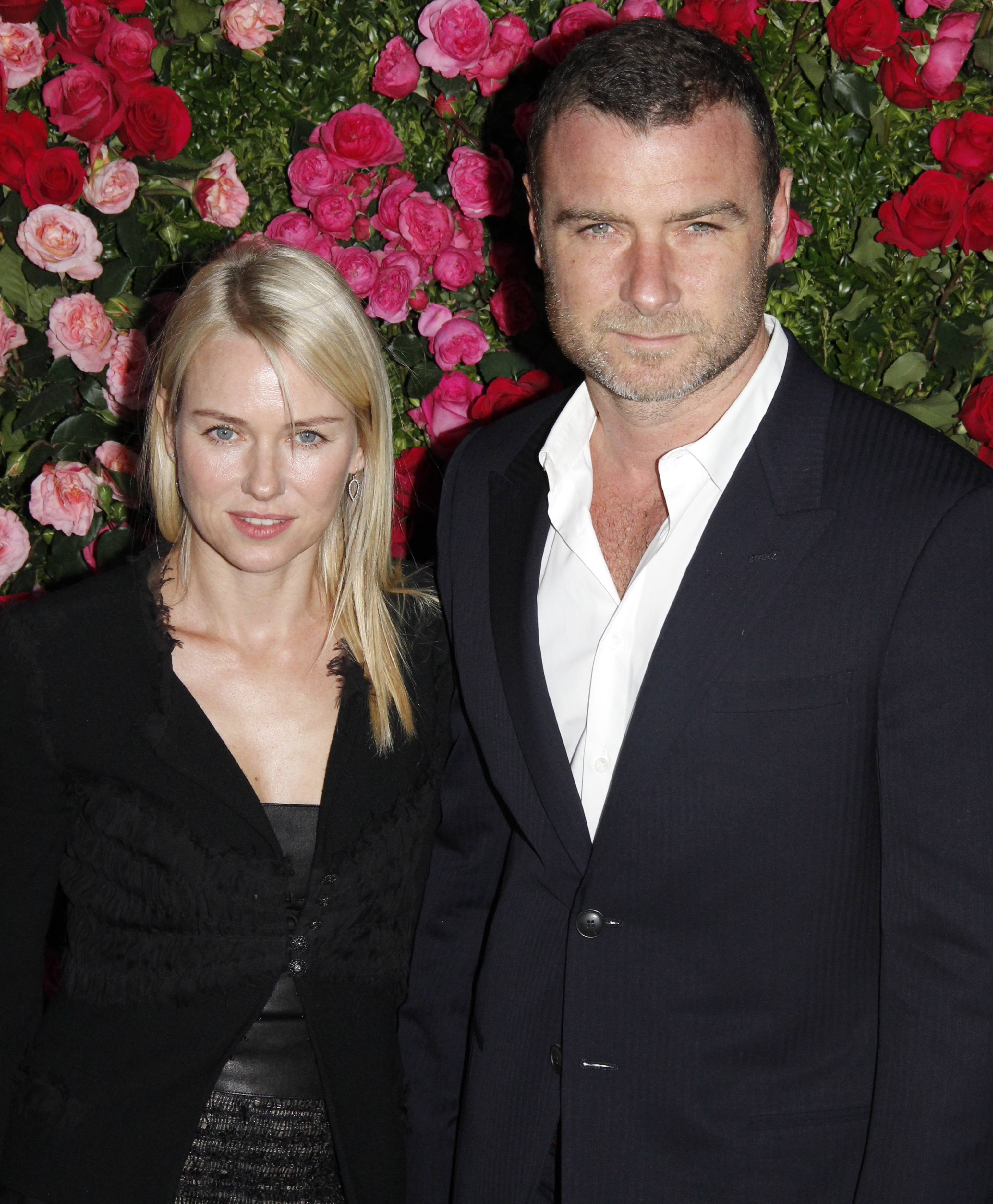
Уоттс со Львом Шрайбером в 2012 году

С августа 2002 по май 2004 года Уоттс встречалась с актёром Хитом Леджером. С 2005 по 2016 год — состояла в отношениях с актёром Львом Шрайбером, от которого у неё есть сын и дочь — Александр Пит Шрайбер (род. 25 июля 2007) и Сэмюэл Кай Шрайбер (род. 13 декабря 2008). В 2023 году вышла замуж за актёра Билли Крудапа.

### Семья
Голос её отца можно услышать в песнях Pink Floyd «Speak to Me» и «Brain Damage» с их альбома The Dark Side of the Moon (1973). Уоттс изображена на руках матери вместе с отцом, братом, группой и другими членами команды в автобиографии группы «Inside Out», изданной барабанщиком Ником Мейсоном.
В феврале 2016 года было сообщено, что актриса согласилась стать почётным президентом «Glantraeth F. C.», небольшого футбольного клуба в Malltraeth, Англси, Уэльс, рядом с фермой её бабушки и дедушки, где она проводила время в детстве.

### Религия
Наоми Уоттс рассматривала обращение в буддизм после того, как в ней пробудился интерес к этой религии во время съёмок фильма «Разрисованная вуаль» (2006). Она сказала о своих религиозных убеждениях: «У меня есть некая вера, но я ещё не строгий буддист или что-то вроде того».

## Фильмография

### Кино
| Год  |     | Русское название                               | Оригинальное название                    | Роль                            |
| ---- | --- | ---------------------------------------------- | ---------------------------------------- | ------------------------------- |
| 1986 | ф   | Только ради любви                              | For Love Alone                           | девушка Лео                     |
| 1991 | ф   | Флирт                                          | Flirting                                 | Джанет Оджерс                   |
| 1993 | ф   | Дневной сеанс                                  | Matinee                                  | Старлетка «виртуальных покупок» |
| 1993 | ф   | Безбрежное Саргассово море                     | Wide Sargasso Sea                        | Фанни Грей                      |
| 1993 | ф   | Аморальное поведение                           | Gross Misconduct                         | Дженнифер Картер                |
| 1993 | ф   | Сторож                                         | The Custodian                            | Луиза                           |
| 1995 | ф   | Танкистка                                      | Tank Girl                                | управляющая                     |
| 1996 | ф   | Дети кукурузы 4: Сбор урожая                   | Children of the Corn: The Gathering      | Грейс Роудс                     |
| 1996 | ф   | Неопознанные                                   | Persons Unknown                          | Молли                           |
| 1997 | ф   | Танцы у маяка                                  | Under the Lighthouse Dancing             | Луиза                           |
| 1998 | кор | Дело чести                                     | A House Divided                          | Аманда                          |
| 1998 | ф   | Честная куртизанка                             | Dangerous Beauty                         | Джулия де Лецце                 |
| 1998 | ф   | Бэйб: Поросёнок в городе                       | Babe: Pig in the City                    | голос                           |
| 1999 | ф   | Чужая планета                                  | Strange Planet                           | Элис                            |
| 2001 | кор | Никогда не встречайся с актрисой               | Never Date an Actress                    | глупая подружка                 |
| 2001 | кор | Элли Паркер                                    | Ellie Parker                             | Элли Паркер                     |
| 2001 | ф   | Лифт                                           | Down                                     | Дженнифер Эванс                 |
| 2001 | ф   | Малхолланд Драйв                               | Mulholland Drive                         | Бетти Элмс / Диана Селвин       |
| 2002 | кор | Кролики                                        | Rabbits                                  | Сьюзи                           |
| 2002 | ф   | Звонок                                         | The Ring                                 | Рэйчел Келлер                   |
| 2002 | ф   | Четверо похорон и одна свадьба                 | Plots with a View                        | Мередит Майнваринг              |
| 2003 | ф   | Банда Келли                                    | Ned Kelly                                | Джулия Кук                      |
| 2003 | ф   | Развод                                         | Le divorce                               | Роксанна де Персан              |
| 2003 | ф   | 21 грамм                                       | 21 Grams                                 | Кристина Пек                    |
| 2004 | ф   | Мы здесь больше не живём                       | We Don't Live Here Anymore               | Эдит Эванс                      |
| 2004 | ф   | Убить президента. Покушение на Ричарда Никсона | The Assassination of Richard Nixon       | Мария Андерсен Бик              |
| 2004 | ф   | Взломщики сердец                               | I Heart Huckabees                        | Дон Кэмпбелл                    |
| 2005 | ф   | Элли Паркер                                    | Ellie Parker                             | Элли Паркер                     |
| 2005 | ф   | Звонок 2                                       | The Ring Two                             | Рэйчел Келлер                   |
| 2005 | ф   | Останься                                       | Stay                                     | Лайла Кулпеппер                 |
| 2005 | ф   | Кинг-Конг                                      | King Kong                                | Энн Дэрроу                      |
| 2006 | ф   | Внутренняя империя                             | Inland Empire                            | кролик Сьюзи                    |
| 2006 | ф   | Разрисованная вуаль                            | The Painted Veil                         | Китти Фейн                      |
| 2007 | ф   | Порок на экспорт                               | Eastern Promises                         | Анна Хитрова                    |
| 2007 | ф   | Забавные игры                                  | Funny Games                              | Энн                             |
| 2009 | ф   | Интернэшнл                                     | The International                        | Элеанор Уитмен                  |
| 2009 | ф   | Мать и дитя                                    | Mother and Child                         | Элизабет Джойс                  |
| 2010 | ф   | Ты встретишь таинственного незнакомца          | You Will Meet a Tall Dark Stranger       | Салли Чаннинг                   |
| 2010 | ф   | Игра без правил                                | Fair Game                                | Валери Плейм Уилсон             |
| 2011 | ф   | Дом грёз                                       | Dream House                              | Энн Паттерсон                   |
| 2011 | ф   | Дж. Эдгар                                      | J. Edgar                                 | Хелен Гэнди                     |
| 2012 | ф   | Невозможное                                    | The Impossible                           | Мария Беннетт                   |
| 2013 | ф   | Муви 43                                        | Movie 43                                 | Саманта                         |
| 2013 | ф   | Тайное влечение                                | Adoration                                | Лил                             |
| 2013 | ф   | Луч света младший                              | Sunlight Jr.                             | Мелисса                         |
| 2013 | ф   | Диана: История любви                           | Diana                                    | принцесса Диана                 |
| 2014 | ф   | Святой Винсент                                 | St. Vincent                              | Дака Парамова                   |
| 2014 | ф   | Пока мы молоды                                 | While We're Young                        | Корнелия Сребник                |
| 2014 | ф   | Бёрдмэн                                        | Birdman                                  | Лесли Трумен                    |
| 2015 | ф   | Дивергент, глава 2: Инсургент                  | The Divergent Series: Insurgent          | Эвелин                          |
| 2015 | ф   | Море деревьев                                  | The Sea of Trees                         | Джоан Бреннан                   |
| 2015 | ф   | Разрушение                                     | Demolition                               | Карен Морено                    |
| 2015 | ф   | О Рэй                                          | 3 Generations                            | Мэгги                           |
| 2016 | ф   | Дивергент, глава 3: За стеной                  | The Divergent Series: Allegiant – Part 1 | Эвелин                          |
| 2016 | ф   | Взаперти                                       | Shut In                                  | Мэри Портман                    |
| 2016 | ф   | Кровопускатель                                 | Chuck                                    | Линда Вепнер                    |
| 2017 | ф   | Книга Генри                                    | The Book of Henry                        | Сьюзан Карпентер                |
| 2017 | ф   | Стеклянный замок                               | The Glass Castle                         | Роуз Мэри Уоллс                 |
| 2018 | ф   | Офелия                                         | Ophelia                                  | Гертруда / Мехтильда            |
| 2019 | ф   | Люс                                            | Luce                                     | Эми Эдгар                       |
| 2019 | ф   | Самоизоляция                                   | The Wolf Hour                            | Джун Ли                         |
| 2020 | ф   | День курка                                     | Boss Level                               | Джемма Уэллс                    |
| 2020 | ф   | Однажды на Статен-Айленд                       | Once Upon a Time in Staten Island        | Мэри                            |
| 2020 | ф   | Пингвин Блум                                   | Penguin Bloom                            | Сэм Блум                        |
| 2021 | ф   | Гонка со временем                              | The Desperate Hour                       | Эми Карр                        |
| 2022 | ф   | Бесконечный шторм                              | Infinite Storm                           | Пэм Бэйлс                       |
| 2022 | ф   | Спокойной ночи, мама                           | Goodnight Mommy                          | мама                            |
| 2024 | ф   | Эммануэль                                      | Emmanuelle                               | Марго                           |
| 2024 | ф   | Верный друг                                    | The Friend                               | Айрис                           |

### Телевидение
| Год       |    | Русское название                 | Оригинальное название           | Роль              |
| --------- | -- | -------------------------------- | ------------------------------- | ----------------- |
| 1990      | с  | Эй, папа..!                      | Hey Dad..!                      | Белинда Лоуренс   |
| 1991      | с  | Невесты Христа                   | Brides of Christ                | Фрэнсис Хеффернан |
| 1991      | с  | Домой и в путь                   | Home and Away                   | Джули Гибсон      |
| 1996      | тф | Бермудский треугольник           | Bermuda Triangle                | Аманда            |
| 1996      | тф | У времени в плену                | Timepiece                       | Мэри Чендлер      |
| 1997—1998 | с  | Охотники за сновидениями         | Sleepwalkers                    | Кейт Рассел       |
| 1998      | тф | Рождественское желание           | The Christmas Wish              | Рене              |
| 1999      | тф | Охота на единорога-убийцу        | The Hunt for the Unicorn Killer | Холли Мэддакс     |
| 2000      | тф | Тайна поместья Уиверн            | The Wyvern Mystery              | Элис Фэйрфилд     |
| 2002      | тф | Аутсайдер                        | The Outsider                    | Ребекка Йодер     |
| 2017      | с  | Твин Пикс                        | Twin Peaks                      | Дженни-И          |
| 2017      | с  | Цыганка                          | Gypsy                           | Джен Холлоуэй     |
| 2019      | с  | Самый громкий голос              | The Loudest Voice               | Гретхен Карлсон   |
| 2019      | с  | Долгая ночь                      | The Long Night                  |                   |
| 2020      | с  | Таронга: кто есть кто в зоопарке | Taronga: Who's Who in the Zoo   | рассказчик        |
| 2022      | с  | Наблюдатель                      | The Watche                      | Нора Брэннок      |
| 2024      | с  | Вражда: Капоте против лебедей    | Feud: Capote vs. The Swans      | Бейб Пейли        |

### Продюсирование
- 2004 — «Мы здесь больше не живём»
- 2005 — «Элли Паркер»
- 2006 — «Разрисованная вуаль»
- 2007 — «Забавные игры»
- 2013 — «Тайное влечение»
- 2015 — «О Рэй[англ.]»
- 2017 — «Цыганка»
- 2020 — «История семьи Блум»
- 2024 — «Вражда: Капоте против лебедей»

## Награды и номинации
Полный список наград и номинаций на сайте IMDb.com.
| Награда                                | Год  | Категория                              | Работа           | Результат |
| -------------------------------------- | ---- | -------------------------------------- | ---------------- | --------- |
| Оскар                                  | 2004 | Лучшая женская роль                    | 21 грамм         | Номинация |
| Оскар                                  | 2013 | Лучшая женская роль                    | Невозможное      | Номинация |
| BAFTA                                  | 2004 | Лучшая женская роль                    | 21 грамм         | Номинация |
| Золотой глобус                         | 2013 | Лучшая женская роль — драма            | Невозможное      | Номинация |
| Премия Гильдии киноактёров США         | 2004 | Лучшая женская роль                    | 21 грамм         | Номинация |
| Премия Гильдии киноактёров США         | 2013 | Лучшая женская роль                    | Невозможное      | Номинация |
| Премия Гильдии киноактёров США         | 2015 | Лучшая женская роль второго плана      | Святой Винсент   | Номинация |
| Премия Гильдии киноактёров США         | 2015 | Лучший актёрский состав в игровом кино | Бёрдмэн          | Победа    |
| Сатурн                                 | 2002 | Лучшая киноактриса                     | Малхолланд Драйв | Номинация |
| Сатурн                                 | 2003 | Лучшая киноактриса                     | Звонок           | Победа    |
| Сатурн                                 | 2006 | Лучшая киноактриса                     | Кинг-Конг        | Победа    |
| Сатурн                                 | 2008 | Лучшая киноактриса                     | Порок на экспорт | Номинация |
| Сатурн                                 | 2013 | Лучшая киноактриса                     | Невозможное      | Номинация |
| Независимый дух                        | 2004 | Special Distinction                    | 21 грамм         | Победа    |
| Независимый дух                        | 2011 | Лучшая женская роль второго плана      | Мать и дитя      | Номинация |
| Национальное общество кинокритиков США | 2002 | Лучшая актриса                         | Малхолланд Драйв | Победа    |
| Национальное общество кинокритиков США | 2004 | Лучшая актриса                         | 21 грамм         | 3-е место |
| Выбор критиков                         | 2004 | Лучшая актриса                         | 21 грамм         | Номинация |
| Выбор критиков                         | 2013 | Лучшая актриса                         | Невозможное      | Номинация |
| Выбор критиков                         | 2015 | Лучший актёрский ансамбль              | Бёрдмэн          | Победа    |
| Лондонский кружок кинокритиков         | 2006 | Лучшая актриса                         | Кинг-Конг        | Победа    |
| Гойя                                   | 2013 | Лучшая женская роль                    | Невозможное      | Номинация |
| Спутник                                | 2004 | Лучшая женская роль                    | 21 грамм         | Номинация |
| Спутник                                | 2010 | Лучшая женская роль                    | Игра без правил  | Номинация |
| AACTA                                  | 2006 | Лучшая актриса                         | Кинг-Конг        | Номинация |
| AACTA                                  | 2011 | Лучшая актриса                         | Мать и дитя      | Номинация |
| AACTA                                  | 2013 | Лучшая актриса                         | Невозможное      | Номинация |
| AACTA                                  | 2014 | Лучшая актриса                         | Тайное влечение  | Номинация |
| AACTA                                  | 2015 | Лучшая актриса второго плана           | Бёрдмэн          | Номинация |
| Империя                                | 2006 | Лучшая женская роль                    | Кинг-Конг        | Номинация |
| Империя                                | 2013 | Лучшая женская роль                    | Невозможное      | Номинация |
| Teen Choice Awards                     | 2005 | Лучший испуг                           | Звонок 2         | Номинация |
| Teen Choice Awards                     | 2013 | Лучшая актриса                         | Невозможное      | Номинация |
| Общество кинокритиков Сан-Диего        | 2002 | Лучшая актриса                         | Малхолланд Драйв | Победа    |
| Общество кинокритиков Сан-Диего        | 2004 | Лучшая актриса                         | 21 грамм         | Победа    |
| Общество кинокритиков Сан-Диего        | 2013 | Лучшая актриса                         | Невозможное      | Номинация |
| Общество кинокритиков Сан-Диего        | 2015 | Лучший актёрский ансамбль              | Бёрдмэн          | Победа    |
| Общество кинокритиков Лас-Вегаса       | 2002 | Лучшая актриса                         | Малхолланд Драйв | Победа    |
| Общество кинокритиков Лас-Вегаса       | 2015 | Лучший актёрский ансамбль              | Бёрдмэн          | Победа    |
| Премия Европейской киноакадемии        | 2013 | Лучшая актриса                         | Невозможное      | Номинация |
| Cinema Writers Circle Awards           | 2013 | Лучшая актриса                         | Невозможное      | Победа    |
| Венецианский кинофестиваль             | 2003 | Приз зрительских симпатий              | 21 грамм         | Победа    |
| Венецианский кинофестиваль             | 2003 | Приз Wella                             | Развод           | Победа    |